# شهرستان شیلوو
شهرستان شیلوو (به لاتین: Shilou County) یک شهرستان‌های جمهوری خلق چین در چین است که در لولیانگ واقع شده‌است.